# ثورة لاو
تُعتبر ثورة لاو (بالإنجليزية: Lao rebellion)، والمعروفة أيضًا باسم ثورة أنوفونغ (بالإنجليزية: Anouvong's Rebellion) أو حرب لاو-سيامي (بالإنجليزية: Lao–Siamese War)، محاولة من الملك أنوفونغ (زايا سيثيراث الخامس) من مملكة فيانتيان لإنهاء سيادة مملكة راتاناكوسين وإعادة إنشاء المملكة السابقة لان سانغ. في يناير من عام 1827، تحرَّكت جيوش لاوس التابعة لمملكتي فيانتيان وشامباساك (التي يحكمها نجل الملك أنوفونغ) نحو الجنوب والغرب عبر هضبة كورات، وتقدمت حتى العاصمة ساربوري، على بعد ثلاثة أيام فقط من مملكة راتاناكوسين في بانكوك. وسرعان ما شنَّت قوات مملكة راتاناكوسين هجومًا مضادًا، الأمر الذي أرغم قوات لاو على التراجع والانسحاب. استمرت قوات مملكة راتاناكوسين في الهجوم من الشمال حتى تمَّت هزيمة جيش أنوفونغ وفشل ثورته، ما أدَّى إلى أسره وتدميرهم مدينة فيانتيان التي كان يسكنها انتقامًا منه، وجرى أيضًا إعادة توطين واسعة النطاق لشعب لاو في الضفة الغربية لنهر ميكونغ، وتولِّي جيش مملكة راتاناكوسين الإدارة المباشرة للأراضي السابقة لمملكة فيانتيان. عُدَّت هذه الثورة بمثابة نقطة تحول في تاريخ جنوب شرق آسيا، إذ تسببت في إضعاف الممالك اللاوية الصغيرة وإدامة الصراع بين مملكة راتاناكوسين وفيتنام لتصل في نهاية المطاف إلى العمل على تيسير المشاركة الفرنسية في الهند الصينية الفرنسية في النصف الأخير من القرن التاسع عشر. ومع ذلك، تُعدّ تَبِعات ثورة لاو مثيرة للجدل ويُنظر إليها في تايلاند على أنها ثورة قاسية وجريئة كان لابد من قمعها، ولقد أدى ذلك إلى ظهور الأبطال من أمثال ثاو سوراناري وتشاو فايا لاي. وفي لاوس، يحظى الملك أنوفونغ الآن بقدر كبير من الاحترام والتبجيل باعتباره بطلًا وطنيًا قد مات في سعيه للحصول على الاستقلال الكامل، رغم أنه خسر حياته في ثورة غير حكيمة ضد الصِّعاب الشديدة من أجل الضمان الحقيقي ببقاء الأقاليم الناطقة باللغة اللاوية عبر نهر ميكونغ جزءًا من مملكة راتاناكوسين (تايلاند الآن).

## الخلفية التاريخية
في عام 1707، تجزأت مملكة لاو من المملكة الكبيرة لان سانغ إلى مملكتين متنافستين - فيانتيان، ولوانغ فرابانغ، وبعد 5 سنوات انقسمت أيضًا لتضم مملكة تشامباساك الثالثة نتيجةً للنزاع حول الخلافة على العرش. عُدَّت مملكة فينتيان المملكة الأقوى إذ امتدت نفوذها عبر هضبة كورات (التي أصبحت الآن في تايلاند الحديثة) وكانت في صراع دائم مع مملكة لوانغ فرابانغ للسيطرة على محافظة زيانغهوانغ (على حدود فيتنام الحديثة الآن).
بين عامي 1760 و 1770، تنافست الممالك المجاورة لمملكة راتاناكوسين وميانمار على التحالفات مع ممالك لاو وذلك بسبب المنافسة المريرة والتاريخ الحربي بين قوتين من جنوب شرق آسيا. أما بالنسبة لكل من مملكتي راتاناكوسين وميانمار، فإن التحالف مع لاو كان من شأنه أن يعزز من موقفهما ضد خصمهما من خلال زيادة قواتهما ومنع دخول العدو. وقد أدَّى استخدام التحالفات المتنافسة إلى عسكرة الصراع بين ممالك لاو ولوانغ فرابانغ وفيانتيان. وفي حال قامت إحدى ممالك لاو بتشكيل تحالف مع مملكتي راتاناكوسين وميانمار، فإن الممالك الأخرى سوف تميل إلى دعم الطرف الآخر. لذا فقد تبدلت شبكة التحالفات بشكل متكرر بما يتناسب مع المشهد السياسي والعسكري على مدى أواخر القرن الثامن عشر.

### الصراع الإقليمي على هضبة الخورات
في عهد الملك راما الأول (1782-1809)، توسعت السيطرة السيامية المباشرة لهضبة خورات بشكل كبير في المناطق التي كانت تعتبر أجزاءً من ممالك لاو (أي مملكة فيينتيان، مملكة تشامباساك ومملكة لان سانغ).
كانت ناخون راتشاسيما فقط هي الرافدة لسيام على هضبة خورات في عام 1778. أخضعت المدن والمناطق المحيطة بها (موينج)، التي كانت جزءًا لا يتجزأ من مملكتي فينتيان وتشامباساك، للسيطرة السيامية من خلال جهود الحاكم ونائب الحاكم (يوكرابات) في ناخون راتشاسيما. أنشأت مدن جديدة أيضًا من خلال اختيار نبلاء لاو المحليين الطموحين، ومن بينهم عائلة وأتباع برا أو الذين كانوا معاديين لسلالة فيينتيان. خضعت خمارات وياسوثون لسلطة سيامية على حساب تشامباساك في عام 1815. وبالمثل، عانت سوفانا فوما من نزاع محلي على الخلافة في عام 1793، وبدأت سيام في ترقية مسؤولي القرية الذين أعلنوا ولائهم لسيام. تأسست موينج أوبون وتشونابوت وخون كاين وفوثايسونج من أراضي وأشخاص كانوا في السابق جزءًا من سوفانا فوما. فبرك حاكم ناخون راتشاسيما في عام 1815 إتهامًا لزعيم سوفانا فوما من قبل زوجته بسوء الإدارة، وأُرسل بعد ذلك إلى بانكوك وأُعدم في سارابوري. وفقًا لسجلات السياميين، فقد زاد خلال هذه الفترة عدد المدن في المنطقة من ثلاثة عشر إلى خمسة وثلاثين. كانت عملية الانقسام والمعارضة المحلية مستمرة حتى تمرد أنوفونج في عام 1826، إلا أن المناطق المقابلة مباشرة لمدينة فيينتيان ومناطق ناخون فانوم وماهاتشاي كونجكيو وخامكوت ظلت تحت لواء مملكة فينتيان.
كان حكام (تشاو موينج) بلدات «الضفة الغربية» لوادي ميكونغ شبه مستقلين داخل ولاياتهم القضائية. تُحال القرارات المتعلقة بالحرب وعقوبة الإعدام وتعيين كبار المسؤولين إلى ناخون راتشاسيما أو بانكوك. كانت المقاطعات ملحقة بمختلف المسؤولين والوزارات السيامية، وكانوا ملزمين بتوفير الضرائب والعمالة. أُجريت إحصاءات دورية ورُسمت الحدود وغُيّرت من قبل الإدارة المركزية في بانكوك بهدف إنشاء المزيد من المدن. كانت هناك سياسة لمكافأة تشاو موينج على الزيادات في عدد السكان والإقليم من خلال منحهم ألقاب عالية مثل برا. لم تختلف المنطقة كثيرًا بصورة عامة عن باقي مناطق سيام.
كانت ممالك «الضفة الشرقية» في فينتيان ولوانغ برابانغ وتشامباساك أكثر استقلالية باعتبارها تابعة لولاية سيام. تمتعت هذه الدول بسلطات أكبر بكثير، بما في ذلك عقوبة الإعدام وشن الحرب بموافقة سيامية وتعيين جميع المسؤولين باستثناء المسؤولين الأربعة الأعلى مرتبةً ضمن المملكة. من الناحية العملية، غالبًا ما يُعين كبار المسؤولين بشكل محلي من قبل مجلس النبلاء ثم يُقدم التعيين إلى بانكوك للموافقة عليه. قُلصت التزامات الدول من توفير الإيرادات والعمالة السخرة إلى تقديم جزية سنوية، بما في ذلك «أشجار الذهب والفضة» والجيوش في أوقات الحرب. كان لكل ولاية من ولايات لاو الثلاث أتباعها الخاصين، وتابعوا إلى حد ما ضمن علاقات خارجية محدودة ومستقلة.